# Kornie
Kornie is een plaats in het Poolse district  Tomaszowski (Lublin), woiwodschap Lublin. De plaats maakt deel uit van de gemeente Lubycza Królewska en telt 140 inwoners.